# یواس‌اس نماسکت (ای‌اوجی-۱۰)
یواس‌اس نماسکت (ای‌اوجی-۱۰) (به انگلیسی: USS Nemasket (AOG-10)) یک کشتی بود که طول آن ۳۱۰ فوت ۹ اینچ (۹۴٫۷۲ متر) بود. این کشتی در سال ۱۹۴۳ ساخته شد.